# Noa de Vos
Noa de Vos (Noordwijk, 24 april 2004) is een Nederlands volleybalspeelster. Na bij Team Eurosped in Nederland te hebben gespeeld, speelt ze sinds 2023 als hoekspeelster bij VC Wiesbaden.

## Carrière
Noa de Vos begon met volleyballen bij Nevobo in haar geboorteplaats Noordwijk. Nadat Nevobo zich besloot terug te trekken uit de competitie in 2022, maakte De Vos de overstap naar Team Eurosped in Vroomshoop. Door blessureleed aan haar knie kwam de Vos weinig aan spelen toe in 2023. Datzelfde jaar maakte ze haar eerste buitenlandse overstap. Ze ging volleyballen voor het Duitse VC Wiesbaden.